# Élections régionales de 2004 en Sarre
Les élections régionales de 2004 en Sarre (en allemand : Landtagswahl im Saarland 2004) se tiennent le 5 septembre 2004 afin d'élire les 51 députés de la 13e législature du Landtag pour un mandat de cinq ans.
Le scrutin est marqué par la victoire de la CDU du ministre-président Peter Müller, qui conserve et accroît sa majorité absolue, acquise en 1999.

## Contexte
Aux élections régionales du 5 septembre 1999, le SPD perd la majorité absolue dont il bénéficie depuis son arrivée au pouvoir, en 1985, en totalisant 44,4 % des voix et 25 sièges sur 51 au Landtag.
La CDU, à la tête du gouvernement de la Sarre entre 1955 et 1985, le devance de seulement 6 500 voix et s'adjuge 26 députés, soit le minimum requis pour gouverner, et 45,5 % des suffrages exprimés. Le ministre-président Reinhard Klimmt, en fonction depuis novembre 1998, cède alors le pouvoir à Peter Müller.

## Mode de scrutin
Le Landtag est constitué de 51 députés (en allemand : Mitglied des Landtags, MdL), élus pour une législature de cinq ans au suffrage universel direct et suivant le scrutin proportionnel d'Hondt.
Chaque électeur dispose d'une voix, qui compte double : elle lui permet de voter pour une liste de candidats, le Land comptant un total de trois circonscriptions plurinominales ; elle est alors automatiquement attribuée au parti politique à laquelle cette liste est rattachée.
Lors du dépouillement, l'intégralité des 51 sièges est répartie en fonction des voix attribuées aux partis, à condition qu'un parti ait remporté 5 % des voix au niveau du Land. La répartition est ensuite répétée dans les trois circonscriptions.

## Campagne

### Principales forces
| Parti | Parti                                                                              | Chef de file                      | Résultats de 1999          |
| ----- | ---------------------------------------------------------------------------------- | --------------------------------- | -------------------------- |
|       | Union chrétienne-démocrate d'Allemagne Christlich Demokratische Union Deutschlands | Peter Müller (Ministre-président) | 45,6 % des voix 26 députés |
|       | Parti social-démocrate d'Allemagne Sozialdemokratische Partei Deutschlands         | Heiko Maas                        | 44,4 % des voix 25 députés |

## Résultats

### Voix et sièges
| Parti                             | Parti                                        | Voix    | Voix  | Sièges | Sièges        | Sièges | Sièges | Sièges        |
| Parti                             | Parti                                        | Votes   | %     | Circ.  | +/-           | Land   | Total  | +/-           |
| --------------------------------- | -------------------------------------------- | ------- | ----- | ------ | ------------- | ------ | ------ | ------------- |
|                                   | Union chrétienne-démocrate d'Allemagne (CDU) | 209 690 | 47,48 | 24     | 3             | 3      | 27     | 1             |
|                                   | Parti social-démocrate d'Allemagne (SPD)     | 136 224 | 30,85 | 15     | 5             | 3      | 18     | 7             |
|                                   | Alliance 90 / Les Verts (Grünen)             | 24 830  | 5,62  | 2      | 2             | 1      | 3      | 3             |
|                                   | Parti démocrate de la Sarre (FDP/DPS)        | 22 842  | 5,17  | 0      | en stagnation | 3      | 3      | 3             |
|                                   | Parti national-démocrate d'Allemagne (NPD)   | 17 590  | 3,98  | 0      | en stagnation | 0      | 0      | en stagnation |
|                                   | Parti des familles d'Allemagne (FAMILIE)     | 13 106  | 2,97  | 0      | en stagnation | 0      | 0      | en stagnation |
|                                   | Parti du socialisme démocratique (PDS)       | 10 240  | 2,32  | 0      | en stagnation | 0      | 0      | en stagnation |
|                                   | Les Gris - Les Panthères grises (GRAUE)      | 6 285   | 1,42  | 0      | Nv.           | 0      | 0      | Nv.           |
|                                   | Autres                                       | 821     | 0,19  | 0      | en stagnation | 0      | 0      | en stagnation |
|                                   |                                              |         |       |        |               |        |        |               |
| Votes valides                     | Votes valides                                | 441 628 | 97,52 |        |               |        |        |               |
| Votes blancs et nuls              | Votes blancs et nuls                         | 11 228  | 2,48  |        |               |        |        |               |
| Total                             | Total                                        | 452 856 | 100   | 41     | en stagnation | 10     | 51     | en stagnation |
| Abstentions                       | Abstentions                                  | 363 174 | 44,50 |        |               |        |        |               |
| Nombre d'inscrits / participation | Nombre d'inscrits / participation            | 816 030 | 55,50 |        |               |        |        |               |

### Analyse
Cette élection est marquée par le plus faible taux de participation de toute l'histoire régionale, avec un effondrement de 13 points en cinq ans. La CDU du ministre-président Peter Müller n'en souffre pas puisqu'elle renforce sa majorité absolue en gagnant un siège, notamment grâce à de bons résultats dans les trois circonscriptions plurinominales. Le SPD subit l'effet inverse, puisque sa chute vertigineuse d'environ 13 points lui fait perdre 30 % de son groupe parlementaire. Cet effondrement profite aux Grünen et au FDP/DPS, qui retrouvent leur représentation parlementaire après respectivement cinq et dix années d'absence.

### Conséquences
Peter Müller est investi ministre-président pour un deuxième mandat le 6 octobre.